# Erythrocercus
Erythrocercus é um género de ave da família Cettiidae.

## Espécies
Este género contém as seguintes espécies:
- Erythrocercus holochlorus
- Erythrocercus livingstonei
- Erythrocercus mccallii